# Round Mountain (Kalifornia)
Round Mountain – jednostka osadnicza w Stanach Zjednoczonych, w stanie Kalifornia, w hrabstwie Shasta.